# Кліматологічний фронт
Кліматологічний фронт — перехідна зона між основними кліматичними поясами на поверхні Землі з переважанням зональних типів повітряних мас.
Кліматологічні фронти — багаторічні середні положення головних атмосферних фронтів у різні сезони. Їх можна виявити на багаторічних середніх картах, подібно до центрів дії атмосфери.
Кліматологічні фронти на відміну від атмосферних фронтів мало рухаються.

## Місце розташування
Поблизу екватора між тропічними та екваторіальними повітряними масами виникають тропічні фронти. Між 40 і 50 паралелями тропічні та помірні повітряні маси розділяє помірний фронт. Поблизу 70-75 паралелей, на межі помірних і арктичних мас утворюється арктичний, а на межі помірних і антарктичних — антарктичний фронт

## Опис
У січні в північній півкулі на середній мапі можна побачити дві значні гілки арктичного фронту, або, інакше кажучи, два арктичних фронти один — на півночі Атлантичного океану і на півночі Євразії, інший — на півночі Північної Америки і над Канадським Арктичним архіпелагом. Можливо, що більш спорадично існують і інші фронти. Області на північ від арктичних фронтів зайняті переважно арктичним повітрям. Однак в окремих випадках арктичні фронти можуть займати положення, які значно відхиляються від середнього. При виникненні на них циклонів і антициклонів вони постійно переміщаються і разом з вторгненнями арктичного повітря можуть проникати далеко на південь.
У нижчих широтах, між 30˚ і 50˚ пн. ш., перебуває ланцюг полярних фронтів, що відокремлюють області переважання полярного повітря (повітря помірних широт) від областей переважання тропічного повітря. Полярні фронти проходять: над Атлантичним океаном по південній периферії ісландської депресії; над Середземним морем; в Азії приблизно уздовж північного кордону Тибетського нагір'я; над Тихим океаном (два фронти); над півднем США. Середнє положення полярних фронтів вказує на південний кордон переважання полярного повітря і на північну межу переважання тропічного повітря. В окремих випадках полярні фронти не будуть, звичайно, збігатися зі середнім положенням. Розриви між окремими арктичними і полярними фронтами на картах вказують на райони, де повітря найчастіше проникає у вищі або нижчі широти, причому фронти розмиваються.
Аналогічно до цього в південній півкулі існують антарктичні фронти, що оточують материк Антарктиди, і чотири полярних фронти по 40 — 50˚ пд. ш. над океанами.
Кінці полярних фронтів, що проникають далеко вглиб тропіків, називають пасатними фронтами. Вони відділяють у тропіках вже полярне повітря від тропічного, а різні маси тропічного повітря — на більш свіжі і старіші, що належать до різних субтропічних циклонів і антициклонів.
Усередині тропіків існують тропічні фронти, які на кліматологічних картах зливаються або майже зливаються в один загальний фронт. Він проходить в січні більше над південною півкулею, ніж над північною, особливо далеко відходячи на південь разом з відгалуженнями екваторіальної депресії над нагрітими материками південної півкулі. Замість терміна тропічний фронт застосовують ще термін міжтропічна конвергентра зона, хоча ці поняття і не повністю ідентичні.
У липні арктичні і антарктичні фронти займають положення, що наближені до січневих. Судячи з усього, арктичні фронти в липні (взимку) проходять трохи далі від материка Антарктиди, ніж влітку, а арктичні в липні (влітку) зміщуються у вищі широти. Полярні фронти в північній півкулі дещо зміщені на північ в порівнянні з січнем, особливо над нагрітими материками; їх середнє положення у цей час біля 50-ї паралелі. Полярні фронти над південною півкулею дещо зміщені в бік екватора і проходять під 30 — 40˚ пд. ш. Нарешті, тропічні фронти в липні зміщені в північну півкулю, особливо далеко на північ над Індією (до Гімалаїв) і над низов'ями Янцзи. Вони також об'єднуються на середній карті в один загальний фронт.
Таким чином, від січня до липня всі кліматологічні фронти більш-менш зміщуються на північ, а від липня до січня — на південь.
Положення фронтів на середніх картах вказує, в яких областях Землі переважають протягом усього року повітряні маси того чи іншого типу і в яких від зими до літа і від літа до зими маси одного типу змінюються масами іншого типу. Це є основним критерієм для генетичної класифікації кліматів за Алісовим.